# Иди ко мне, детка
«Иди ко мне, детка» (англ. She Came to Me) — художественный фильм американского режиссёра Ребекки Миллер, который стал фильмом открытия 73-го Берлинского кинофестиваля 16 февраля 2023 года. Главные роли в нём сыграли Питер Динклейдж и Энн Хэтэуэй.

## Сюжет
Главный герой фильма — композитор-карлик по имени Стивен Лоддем, живущий в Нью-Йорке. Уже какое-то время он находится в творческом застое и не может дописать оперу. По совету своей жены Патриши он отправляется на прогулку с собакой в поисках вдохновения. Зайдя в случайно выбранный бар, он встречает роковую блондинку Катрину, которая работает капитаном буксира и заодно живёт на нём. Между ними разгорается диалог о жизни, в результате которого они страстно занимаются сексом.
Вскоре Стивен, устыдившись совершённой им супружеской измены, убегает с корабля и случайно падает с причала в воду, но именно там на него неожиданно находит то самое вдохновение. И он наконец-то сочиняет новую оперу о любвеобильной маньячке, заманивающей мужчин на свой буксир и убивающей их там. Опера становится успешной, что приносит Стивену новую энергию. Неожиданно к нему подходит Катрина, которая присутствовала на премьере и поняла, что именно она вдохновила Стивена на её создание. Она даёт ему понять о своих чувствах, но он впадает в панику и убегает домой.
Параллельно развивается жизнь у его пасынка Джулиана, к которому Стивен относится как к собственному сыну. Джулиан учится в институте на инженера-эколога и встречается с 16-летней Терезой Шиковски, которая собирается поступать на тот же факультет после школы. Вскоре выясняется, что её мать Магдалена работает у Стивена и Патриши уборщицей, что вызывает у всех большую неловкость. Однако это оказывается лишь началом проблем: убираясь в комнате Джулиана, она находит под его кроватью коробку с моментальными фотографиями интимного характера, сделанными парой на свиданиях. Однако если сама Магдалена пытается просто осознать факт взросления дочери, то её муж Трэй, работающий судебным протоколистом, решает воспользоваться этими фото как поводом возбудить уголовное дело о растлении против Джулиана, который ему с самого начала не понравился из-за расы (Джулиан мулат, а Трэй придерживается весьма старомодных ценностей по жизни). Тереза в гневе на мать, а отчим сажает её под домашний арест.
Патриша хочет побыстрее забыть об этой истории и убедить сына бросить Терезу, чтобы его не обвинили, однако Стивен решает поддержать сына и предлагает ему заключить брак с Терезой, чтобы аннулировать обвинения. Через интернет пара узнает, что из ближайших штатов в возрасте Терезы можно заключить брак лишь в Делавэре, но понимают, что Трэй с помощью своих связей в полиции может легко перекрыть им дорогу.
Тем временем Патриша, работающая психотерапевтом, постепенно начинает впадать в нервный срыв. Первым шагом к этому становится один её регулярный пациент, который никак не может отделаться от представления её обнажённого образа. История с сыном (отец которого её когда-то бросил) и его девушкой добавляет масла в огонь. Пэт начинает посещать католический пансион, в котором когда-то росла и училась, и обнаруживает, что теперь только простота и чистота церковных помещений даруют ей покой. Позже к ней приходит Катрина и рассказывает ей историю о том, как она однажды проникла в трейлер к своему любимому актёру с намерением соблазнить, после чего была арестована и признана смешанной на любви. Когда она раскрывает Патрише, что является капитаном буксира, шокированная Пэт догадывается, с кем она говорила, и окончательно впадает в срыв, после чего решает стать монахиней.
Стивен обсуждает с Магдаленой судьбу их детей, и они решают устроить Джулиану и Терезе побег, чтобы они смогли пожениться. Он находит Катрину в том же баре, всё ей объясняет, и она соглашается помочь. Магдалена с дочерью убегают с инсценировки войны конфедератов (которыми страстно увлекается Трэй) и на буксире Катрины уплывают в Делавэр. План Стивена отлично срабатывает: Трэй догадывается по связям запросить перекрытие дорог, но не воды. На утро Катрина, получившая право проводить свадьбы на своём корабле, женит Джулиана и Терезу и заодно окончательно сходится со Стивеном. Спустя время Стивен сочиняет на основе этой истории оперу о запретной любви двух инопланетян; на премьере присутствуют он сам, Катрина, Джулиан, Тереза, Магдалена и Патриша, уже ставшая монахией.
В заключительной сцене на фоне финальных титров показывается, что Стивен, Джулиан и Тереза в итоге остались жить с Катриной на её буксире, на который по проекту ребят были установлены солнечные батареи.

## В ролях
- Питер Динклейдж — Стивен Лоддем
- Энн Хэтэуэй — Патриша Джессап-Лоддем
- Иоанна Кулиг — Магдалена Шиковски
- Мариса Томей —  Катрина Тренто
- Айвен Эллисон — Джулиан Джессап
- Харлоу Джейн — Тереза Шиковски
- Брайан д’Арси Джеймс — Трэй Руффа[5]

## Производство и премьера
Проект был анонсирован в 2017 году, причём главные роли изначально должны были получить Стив Карелл, Эми Шумер и Николь Кидман. В 2021 году к касту присоединились Энн Хэтэуэй, Тахар Рахим, Мариса Томей, Иоанна Кулиг и Мэттью Бродерик; Рахим и Бродерик позже покинули проект. Съёмки проходили в Нью-Йорке с конца 2021 года до апреля 2022 года.
Премьера фильма состоялась 16 февраля 2023 года на 73-м Берлинском кинофестивале. «Иди ко мне, детка» стал фильмом открытия. Выход в прокат ожидается 29 сентября.

## Восприятие
Российский кинокритик Андрей Плахов охарактеризовал картину как «инфантильно-комедийный фильм», ставший на общем фоне Берлинале-2023 «попыткой отвлечься и улыбнуться, прежде чем погрузиться во мрак проблем современного мира».